# Plansichernde Instrumente
Als plansichernde Instrumente oder Instrumente der Plansicherung werden im deutschen Planungsrecht die rechtlichen Möglichkeiten bezeichnet, die der Sicherung der Planungshoheit der Gemeinde dienen und verhindern sollen, dass die Bauleitplanung durch bauliche Aktivitäten erschwert oder vereitelt wird.
Planverwirklichende Instrumente dienen  dagegen der Sicherung der Plankonformität neuer baulicher Vorhaben.

## Bauleitplanung
Die Sicherung der kommunalen Bauleitplanung ist in §§ 14 ff. BauGB geregelt. Instrumente sind die Veränderungssperre (§ 14 BauGB), die Zurückstellung von Baugesuchen (§ 15 BauGB) und die gesetzlichen Vorkaufsrechte (§ 24 ff. BauGB). Die Teilungsgenehmigung war nur bis zum 20. Juni 2004 vorgesehen (§ 19 BauGB a.F.).

### Veränderungssperre
Nach § 14 BauGB kann die Gemeinde eine Veränderungssperre erlassen, wenn für das fragliche Gebiet die Aufstellung eines Bebauungsplans bereits beschlossen ist. Möglich ist auch eine Beschränkung auf einzelne der im Gesetz genannten Verbote.

#### Rechtsform
Gemäß § 16 BauGB hat die Sperre als Satzung zu ergehen. Damit ist sie dann als Teil des öffentlichen Baurechts von der Baugenehmigungsbehörde zu berücksichtigen. Die Organzuständigkeit und das einzuhaltende Verfahren richten sich dabei nach dem Kommunalrecht des jeweiligen Bundeslands. Rechtsschutz erfolgt in Form des verwaltungsgerichtlichen Normenkontrollverfahrens nach § 47 VwGO.

#### Materielle Anforderungen
Der Planaufstellungsbeschluss muss nach herrschender Lehrmeinung nur vor dem Beschluss über die 
Veränderungssperre bekanntgemacht werden, er kann aber in derselben Ratssitzung getroffen werden.
Zur Sicherung der Planung erforderlich ist die Sperre nur, wenn die Gemeinde zumindest schon eine globale Vorstellung von der Planung hat, das Ziel der Verhinderung eines bestimmten Vorhabens genügt alleine nicht. Die Wirksamkeit der zu sichernden Planung ist nach überwiegender Meinung hingegen keine Rechtmäßigkeitsvoraussetzung für die Veränderungssperre, es sei denn, die Unwirksamkeit drängt sich geradezu auf.

#### Geltungsdauer
In Kraft tritt die Sperre grundsätzlich mit Bekanntmachung, nach § 14 Abs. 3 BauGB. Dabei findet keine Rückwirkung auf bereits erteilte Baugenehmigungen statt, das Datum des Baubeginns ist unerheblich. Nach § 17 Abs. 1 Satz 1 BauGB erlischt sie grundsätzlich nach zwei Jahren. Ab einer Dauer von vier Jahren existiert ein Entschädigungsanspruch gemäß § 18 BauGB.

#### Verhältnis zur Fachplanung
Ist ein planfeststellungsbedürftiges Vorhaben mit der in einem Bauleitplan vorgesehenen Bodennutzung nicht vereinbar und kann ein Einvernehmen zwischen Gemeinde und Planungsträger nicht erreicht werden, so gehen die fachplanerischen Belange vor, wenn sie die städtebaulichen Belange wesentlich überwiegen (§ 38, § 7 BauGB). Die Gemeinden müssen aber nur unanfechtbare Planfeststellungen bei ihrer Bauleitplanung und damit bei einer Veränderungssperre berücksichtigen.

### Zurückstellung von Baugesuchen
Gegen konkrete Bauvorhaben steht der Gemeinde als vorläufiges Sicherungsmittel eine Zurückstellung eines Baugesuchs nach § 15 BauGB zur Verfügung. Diese wird von der Baugenehmigungsbehörde auf Antrag der Gemeinde erlassen. Anders als die Veränderungssperre stellt die Zurückstellung einen Verwaltungsakt i. S. v. § 35 VwVfG dar. Richtige Klageart des Verwaltungsprozessrechts ist folglich eine Anfechtungsklage. Die sachlichen Voraussetzungen der Veränderungssperre müssen auch hierfür vorliegen, außerdem muss die Bauleitplanung sonst zumindest wesentlich erschwert werden. Die Geltung ist auf ein Jahr beschränkt.

## Raumordnung
Im Raumordnungsrecht dient die raumordnerische Untersagung (§ 12 ROG) der Plansicherung.